# Vidin
Vidin (búlgaro: Видин) é uma cidade da Bulgária localizada no distrito de Vidin. Era chamada de Bonônia (Bonnonia) durante o período romano.

## População
| Vidin | Vidin | Vidin | Vidin | Vidin  | Vidin  | Vidin  | Vidin  | Vidin  | Vidin  | Vidin  | Vidin  | Vidin  | Vidin  | Vidin  | Vidin  | Vidin  | Vidin  | Vidin  | Vidin  |
| --- | ----- | ----- | ----- | ------ | ------ | ------ | ------ | ------ | ------ | ------ | ------ | ------ | ------ | ------ | ------ | ------ | ------ | ------ | ------ |
| Ano | 1887  | 1910  | 1934  | 1946   | 1956   | 1965   | 1975   | 1985   | 1992   | 2001   | 2002   | 2003   | 2004   | 2005   | 2006   | 2007   | 2008   | 2009   | 2010   |
| População |       |       |       | 18,481 | 23,932 | 36,835 | 53,091 | 62,693 | 62,691 | 57,395 | 57,171 | 55,966 | 54,299 | 53,488 | 52,558 | 51,602 | 50,547 | 50,185 | 49,471 |
| Fontes: Instituto Nacional de Estatísticas, „citypopulation.de“, „pop-stat.mashke.org“, Bulgarian Academy of Sciences |       |       |       |        |        |        |        |        |        |        |        |        |        |        |        |        |        |        |        |